# Anisodes hypomion
Anisodes hypomion là một loài bướm đêm trong họ Geometridae.